# Socialpolitik
Socialpolitik handler om offentlig omsorg, herunder ideer, principper og motiver for social velfærd og social trivsel. Det omhandler ofte, hvordan et samfund tager sig af dem, der ikke kan deltage i arbejdsmarkedet.
I en politisk sammenhæng er det alternativet til den private forsorg, herunder privat forsikringsordninger mv.
De nordiske lande er karakteriserede ved begrebet: velfærdsstaten, som rummer boligpolitik, familiepolitik, omsorg for personer med handicap og sygdom, ældrepolitik arbejdsmarkedspolitik og meget mere.